# 直不疑
塞信侯直不疑（?—前137年），南阳郡（今河南省南阳市）人也。

## 生平
直不疑喜读《老子》一书，学习的是黄老之道。漢文帝時，擔任郎官。位至太中大夫。景帝后元元年（前143年）八月，因平定七國之亂有功，在卫尉任上被任命为御史大夫，封塞侯。
汉武帝建元元年，因过失被免官，以牛抵继任御史大夫。他无论到哪里做官，总是采用老一套的办法，唯恐人们知道他做官的事迹。他不喜欢树立名声，因此，被人称为有德行和厚道的贤人。六年建元四年（前137年）薨谥信，子康侯相如嗣，十二年薨。孫侯堅元朔四年嗣，十三年元鼎五年坐酎金免。

## 轶事
他做郎官侍时，与他同住一室的人请假探家，误拿走他人的金子而去。待金子的主人发觉时，就怀疑是直不疑所为，直不疑非但没有驳斥，反而向金子的主人道歉，并买金子还他。等到请假探家的人回来归还了金子，金子的主人极为惭愧，因此人们称直不疑是个忠厚的人。
一次在朝廷上，有官员谗毁他说：“直不疑相貌很美，然而惟独没有办法处置他喜欢和嫂子私通的事啊！”直不疑听说后，说：“我是没有兄长的。”说过后，他终究不再做其它辩解。

## 延伸阅读
[在维基数据编辑]
 《漢書/卷046》，出自班固《漢書》
 《史記/卷103》，出自司馬遷《史記》